# 瓦西利斯·哈拉兰波普洛斯

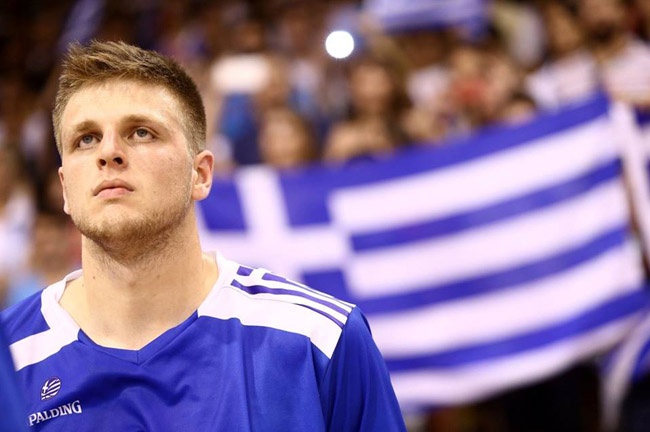

瓦西利斯·哈拉兰波普洛斯（希臘語：Βασίλης Χαραλαμπόπουλος，1997年1月6日—），是一位希臘的籃球運動員，現在效力於土耳其電信籃球俱樂部。他曾代表国家队参加2024年夏季奥林匹克运动会。

## 外部連結
- 瓦西利斯·哈拉兰波普洛斯在fiba.basketball（英语）
- 瓦西利斯·哈拉兰波普洛斯在archive.fiba.com（存檔）（英语）
- 瓦西利斯·哈拉兰波普洛斯在歐洲籃球聯賽官網（英语）
- 瓦西利斯·哈拉兰波普洛斯在Basketball-Reference.com（國際）（英语）
- 瓦西利斯·哈拉兰波普洛斯在Eurobasket.com（球員）（英语）
- 瓦西利斯·哈拉兰波普洛斯在Proballers（英语）
- 瓦西利斯·哈拉兰波普洛斯在RealGM（英语）